# HMS Blonde (1819)
Pour les autres navires du même nom, voir HMS Blonde et HMS Calypso.
La HMS Blonde est une frégate de cinquième rang de classe Apollo (en). Elle est équipée de 46 canons et pèse 1 103 tonnes burthen. Elle a été commandée le 11 décembre 1812 et mise à flot le 12 janvier 1819. Elle a entrepris un long voyage dans l'océan Pacifique en 1824, avant d'être utilisée dans le service portuaire dès 1850 et renommée HMS Calypso en 1870, puis vendue en 1895.